# Liste der Bischöfe der Kanarischen Inseln
Die Liste der Bischöfe der Kanarischen Inseln listet die Bischöfe der Bistümer auf, die seit 1351 auf den Kanarischen Inseln bestanden oder bestehen.
Für die Zeit ab 1819 werden nur die Bischöfe des Bistums Kanarische Inseln aufgeführt, für das andere seitdem bestehende Bistum siehe Liste der Bischöfe von San Cristóbal de La Laguna.
Bischöfe des Bistums Telde:
- Bernardo Font (1351–1354)
- Bartolomé (1361–1362)
- Bonanat Tarí (1369–1392)
- Jaime Olzina (1392–1411)

Bischöfe von Rubicón, Lanzarote:
- Alfonso Sanlúcar de Barrameda (1404–1417)
- Mendo de Viedma (1417–1431)
- Fernando de Talmonte (1431–1436)
- Francisco de Moya (1436–1441)
- Juan Cid (1441–1459)
- Roberto (1459–1460)
- Diego López de Illesca (1460–1468)
- Martín de Rojas (1468–1470)
- Juan de Sanlúcar (1470–1474)
- Juan de Frías (1474–1485) (verlegte 1483 den Bischofssitz von Rubicón nach Las Palmas de Gran Canaria)

Bischöfe mit Sitz in Las Palmas de Gran Canaria (seit 1483):
- Miguel López de la Serna (1486–1490)
- Diego de Muros (1496–1506)
- Pedro López de Ayala (1507–1513)
- Fernando Vázquez de Arce (1513–1520)
- Luis Cabeza de Vaca (1523–1530) (auch Bischof von Salamanca)
- Pedro Fernández Manrique (1530–1530) (auch Bischof von Ciudad Rodrigo)
- Juan de Salamanca, O.P. (1531–1538)
- Alonso Ruiz de Virués, O.S.B. (1538–1545)
- Antonio de la Cruz (1545–1550)
- Francisco de la Cerda Córdoba, O.P. (1551–1551)
- Melchor Cano, O.P. (1552–1554)
- Diego Deza Tello (1554–1566) (auch Bischof von Coria)
- Bartolomé Torres (1566–1568)
- Juan de Arzolaras, O.S.H. (1568–1574)
- Cristóbal Vela Tavera (1574–1580) (auch Erzbischof von Burgos)
- Fernando Rueda (1580–1585)
- Fernando Suárez Figueroa (1587–1597) (auch Bischof von Zamora)
- Francisco Martínez de Cenicero (1597–1607) (auch Bischof von Cartagena)
- Francisco de Sosa, O.F.M. (1607–1613) (auch Bischof von Osma)
- Juan Nicolás Carriazo (1610–1611) (auch Bischof von Guadix)
- Lope Velasco Valdivieso (1611–1613)
- Antonio Corrionero (1614–1621) (auch Bischof von Salamanca)
- Pedro Herrera Suárez, O.P. (1621–1622) (auch Bischof von Tui)
- Juan Guzmán, O.F.M. (1622–1627) (auch Erzbischof von Tarragona)
- Cristóbal de la Cámara y Murga (1627–1635) (auch Bischof von Salamanca)
- Francisco Sánchez Villanueva y Vega (1635–1658)
- Rodrigo Gutiérrez de Rozas (1651–1658)
- Juan de Toledo (1659–1665)
- Bartolomé García Jiménez (1665–1690)
- Bernardo de Vicuña Zuazo (1691–1705)
- Juan Ruiz Simón (1706–1712)
- Lucas Conejero Molina (1714–1724) (auch Erzbischof von Burgos)
- Félix Bernuy Zapata y Mendoza (1724–1730)
- Pedro Manuel Dávila Cárdenas (1731–1738) (auch Bischof von Plasencia)
- Juan Francisco Guillén (1739–1751) (auch Erzbischof von Burgos)
- Valentín Moran Menéndez, O. de M. (1751–1761)
- Francisco Javier Delgado Benegas (1761–1768) (auch Bischof von Sigüenza)
- Juan Bautista Cervera, O.F.M. (1769–1777) (auch Bischof von Cádiz)
- Joaquín Herrera Bárcena, O.S.B. (1779–1783)
- Antonio Martínez de la Plaza (1785–1790) (auch Bischof von Cádiz)
- Antonio Tavira Almazán (1791–1796) (auch Bischof von Osma)
- Manuel Verdugo Albiturría (1796–1818)

1819 wurde aus Teilen des Territoriums des Bistums der Kanarischen Inseln das neue Bistum San Cristóbal de La Laguna gegründet. Es umfasst die Inseln Teneriffa, La Palma, La Gomera und El Hierro. Das Bistum Kanarische Inseln beschränkte sich fortan auf die Inseln Lanzarote, Fuerteventura und Gran Canaria.
- Manuel Bernardo Morete Bodelón (1824–1825) (auch Bischof von Astorga)
- Fernando Cano Almirante, O.F.M. (1825–1826)
- Bernardo Martínez Carnero (1827–1833)
- Judas José Romo y Gamboa (1834–1847) (auch Erzbischof von Sevilla)
- Buenaventura Codina Augerolas, C.M. (1847–1857)
- Joaquín Lluch y Garriga, O.C.D. (1858–1868) (auch Bischof von Salamanca)
- José Maria de Urquinaona y Vidot (1868–1878) (auch Bischof von Barcelona)
- José Proceso Pozuelo y Herrero (1879–1890) (auch Bischof von Segovia)
- José Cueto y Díez de la Maza, O.P. (1891–1908)
- Adolfo Pérez y Muñoz (1909–1913) (auch Bischof von Badajoz)
- Angel Marquina y Corrales (1913–1922) (auch Bischof von Guadix)
- Miguel de los Santos Serra y Sucarrats (1922–1936) (auch Bischof von Segorbe)
- Antonio Pildáin y Zapiáin (1936–1966)
- José Antonio Infantes Florido (1967–1978) (auch Bischof von Córdoba)
- Ramón Echarren Istúriz (1978–2005)
- Francisco Cases Andreu (2005–2020)
- José Mazuelos Pérez (seit 2020)